# Briarcliff (Texas)
Briarcliff é uma aldeia localizada no estado norte-americano do Texas, no Condado de Travis.

## Demografia
Segundo o censo norte-americano de 2000, a sua população era de 895 habitantes. 
Em 2006, foi estimada uma população de 852, um decréscimo de 43 (-4.8%).

## Geografia
De acordo com o United States Census Bureau tem uma área de 3,8 km², dos quais 3,6 km² cobertos por terra e 0,2 km² cobertos por água.

## Localidades na vizinhança
O diagrama seguinte representa as localidades num raio de 16 km ao redor de Briarcliff. 